# Warriors of the World
A Warriors of the World az amerikai Manowar heavy metal/power metal együttes kilencedik nagylemeze, amely 2002-ben jelent meg, a Nuclear Blast kiadó gondozásában. A lemezen előtérbe kerültek a komolyzenés/szimfonikus elemek, melyet sokan kritizáltak. A lemezen szerepel a Nessun Dorma ária is Puccini Turandot című operájából. Az American Trilogy-ban pedig a polgárháborús indulókat gyúrták egybe. A borítót Ken Kelly készítette. Minden dalt Joey DeMaio írt, bár a Swords in the Windbe és a The Fight for Freedomba Karl Logan is besegített. A lemez a 2. helyen nyitott a német listákon, és Németországban közel 400 000 példány kelt el belőle. A számokkal többek közt megemlékeznek/tisztelegnek Richard Wagner, Luciano Pavarotti és Elvis Presley előtt.

## Számlista
1. „Call to Arms” (Joey DeMaio) – 5:29
2. „The Fight for Freedom” (Karl Logan, DeMaio) – 4:26
3. „Nessun dorma” (Giuseppe Adami, Giacomo Puccini, Renato Simoni) – 3:29
4. „Valhalla” (DeMaio) – 0:32
5. „Swords in the Wind” (Logan, DeMaio) – 5:10
6. „An American Trilogy” (Mickey Newbury) – 4:20
7. „The March” (DeMaio) – 3:56
8. „Warriors of the World United” (DeMaio) – 5:56
9. „Hand of Doom” (DeMaio) – 5:49
10. „House of Death” (DeMaio) – 4:19
11. „Fight Until We Die” (DeMaio) – 4:00

## Közreműködők
- Eric Adams – ének
- Karl Logan – gitár, billentyűs hangszerek
- Joey DeMaio – basszusgitár, billentyűs hangszerek
- Scott Columbus – dob
- Ken Kelly – borító